# Ivesia
Ivesia är ett släkte av rosväxter. Ivesia ingår i familjen rosväxter.

## Bildgalleri

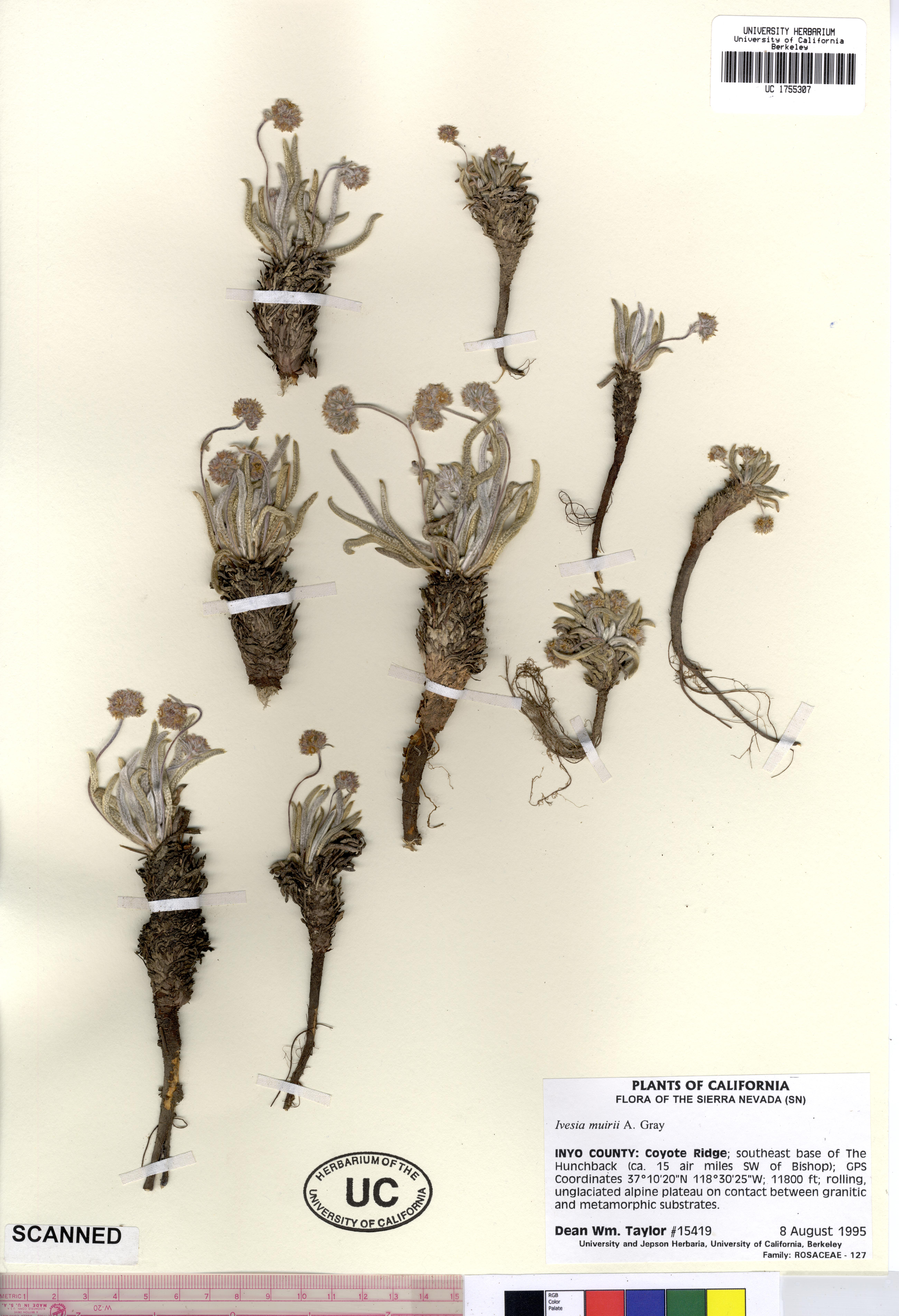
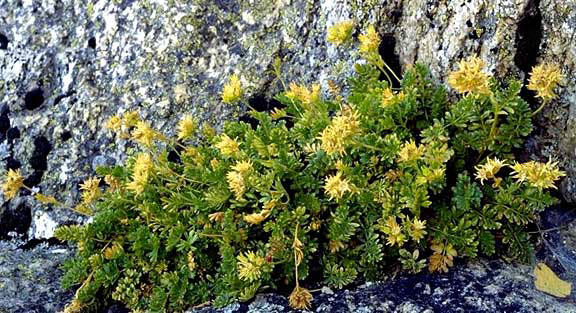
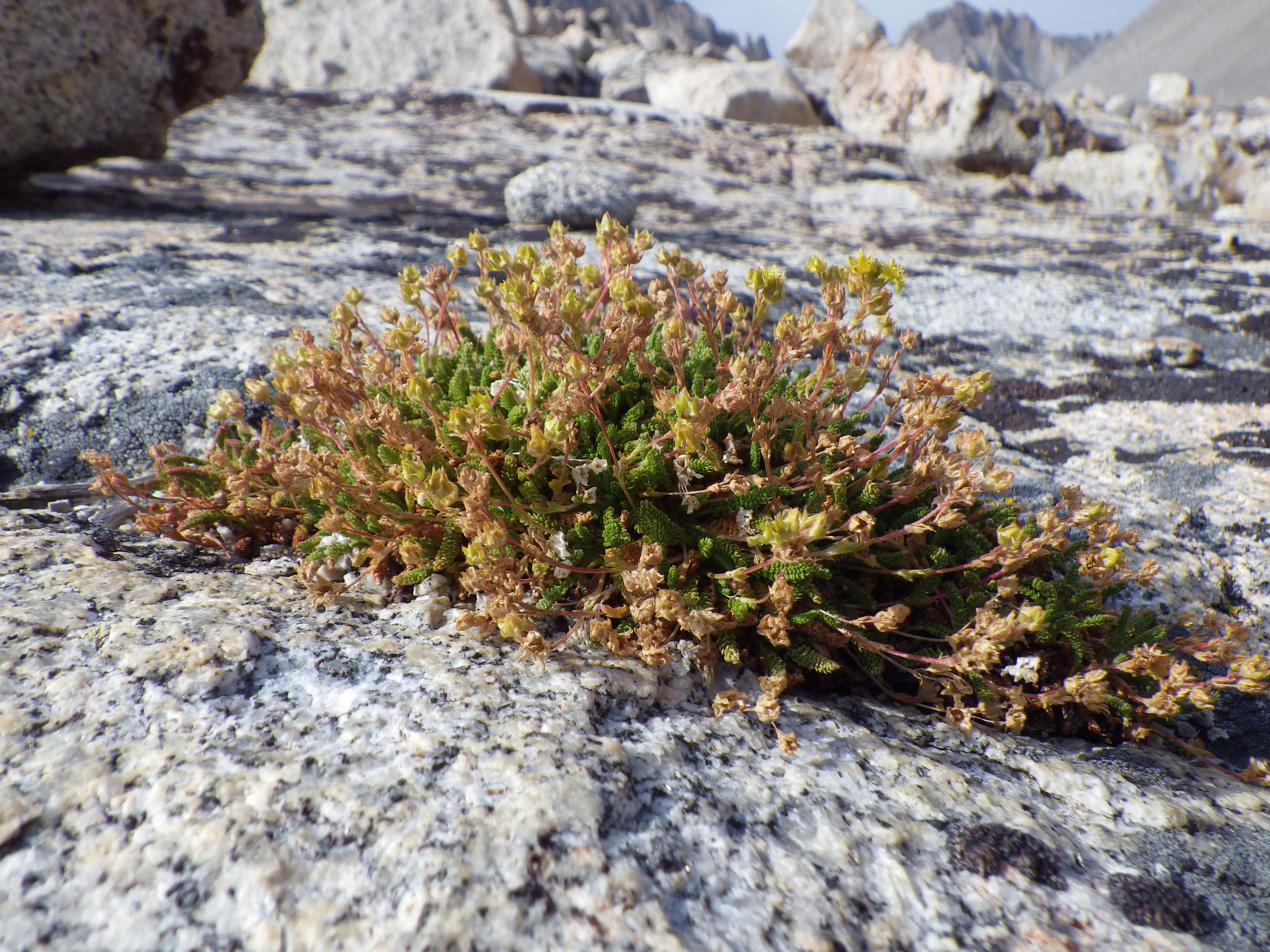

## Dottertaxa tillIvesia, i alfabetisk ordning[1]
- Ivesia aperta
- Ivesia argyrocoma
- Ivesia arizonica
- Ivesia baileyi
- Ivesia callida
- Ivesia campestris
- Ivesia cryptocaulis
- Ivesia gordonii
- Ivesia jaegeri
- Ivesia kingii
- Ivesia longibracteata
- Ivesia lycopodioides
- Ivesia muirii
- Ivesia multifoliolata
- Ivesia paniculata
- Ivesia patellifera
- Ivesia pickeringii
- Ivesia pityocharis
- Ivesia purpurascens
- Ivesia pygmaea
- Ivesia rhypara
- Ivesia sabulosa
- Ivesia santolinoides
- Ivesia saxosa
- Ivesia sericoleuca
- Ivesia shockleyi
- Ivesia tweedyi
- Ivesia unguiculata
- Ivesia utahensis
- Ivesia webberi